# Neukirchen am Großvenediger
Neukirchen am Großvenediger é uma povoação situada nos Alpes austríacos, no distrito de Zell am See (região de Pinzgau), no estado de Salzburgo, na Áustria. Em 2008 tinha uma população de 2615 habitantes. 
O município tem uma área total de 165 km² e é uma estância de turismo, principalmente de desportos de Inverno. É membro da organização Alpine Pearls (Pérolas dos Alpes), que reúne 21 municípios turísticos de seis países alpinos. A sede do município está situada no sopé do Großvenediger, a montanha mais alta do estado, com uma altitude de 3674 metros acima do nível do mar. 
Durante três dias em Junho, desde 2006, Neukirchen am Großvenediger muda o seu nome para ”Newchurch” e festeja tudo o que é tipicamente britânico. Este evento, chamado “Tridays”, deve-se à iniciativa do distribuidor das motos Triumph, que tornou a pacata povoação num local de encontro de entusiastas da marca, que durante um fim-de-semana reúne cerca de 10 mil motociclistas de vários países. 